# Fareed Zakaria
Fareed Zakaria (Bombay, 20 gennaio 1964) è un giornalista indiano naturalizzato statunitense, specializzato nei rapporti di politica ed economia internazionale.

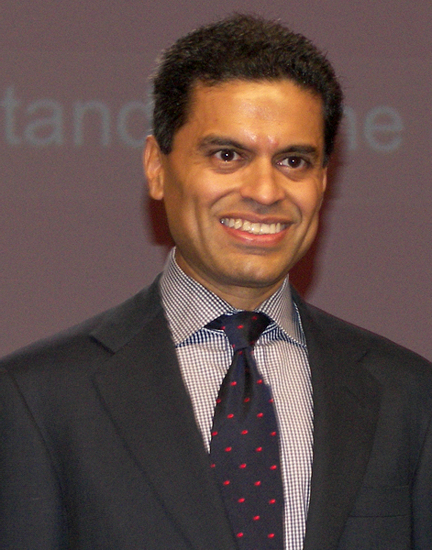
Fareed Zakaria

Esquire lo ha descritto come «il più influente consigliere di politica estera della sua generazione» e come «una delle 21 persone più importanti del ventunesimo secolo».

## Notizie biografiche
Figlio di Rafiq, scrittore e politico indiano, Zakaria si è laureato in storia all'Università Yale e, dopo aver studiato politica internazionale ad Harvard, sotto Samuel P. Huntington, è diventato a sua volta docente. Dal 1992, all'età di 28 anni, fino al 2000, Zakaria è stato redattore incaricato della rivista Foreign Affairs, autorevole pubblicazione di politica internazionale e di economia. Dal mese di ottobre del 2000, è redattore di Newsweek International, rivista che raggiunge un pubblico di 3,5 milioni di persone in tutto il mondo. 
Vive a New York con la moglie, Paula Throckmorton-Zakaria, il figlio e la figlia.

## Articoli
Zakaria scrive regolarmente un articolo di novità settimanali per Newsweek, che compare anche a livello internazionale in Newsweek Internazional e spesso nel quotidiano che legge tutte le mattine il Presidente degli Stati Uniti, il Washington Post, uno dei quotidiani più letti in tutto il mondo.
Nell'ottobre 2001 ha vinto un premio per l'articolo di copertina del Newsweek dal titolo Why They Hate Us.
Ha scritto per il New York Times, il Wall Street Journal e per The New Yorker ed è stato giornalista di articoli stimolanti per lo webzine Slate.
Scrive articoli per la Trilateral Commission, per il Council on Foreign Relations, per l'International Institute of Strategic Studies, e per la Columbia University's International House, fra gli altri.

## Apparizioni televisive
È stato ospite, sulla stazione televisiva PBS, del Foreign Exchange, un settimanale televisivo di scambio di notizie dall'estero. È inoltre membro della tavola rotonda settimanale  News' This Week, della stazione televisiva ABC, sulle ultime novità, insieme a George Stephanopoulos e a un analista do notizie della ABC, ed è frequente e conosciuto ospite dello spettacolo televisivo quotidiano Daily Show.
Inoltre compare come analista di fatti politici e di economia internazionale, su parecchi altri programmi di notizie di ABC. Per esempio è stato ospite di programmi televisivi come Charlie Rose, Firing Line, NewsHour with Jim Lehrer, McLaughlin Group,  e di  BBC World News e Meet the Press, trasmissioni su notizie dal mondo della BBC,.

## Libri
È autore di Democrazia senza libertà (The Future of Freedom: Illiberal Democracy at Home and Abroad, aprile 2003), sulle tendenze politiche globali, subito venduto in gran quantità in America e tradotto in 18 lingue.

In questo libro sostiene che la democrazia funziona al meglio nelle società quando è preceduta da un liberalismo costituzionale, che definisce le norme di legge, i diritti di proprietà, i contratti e le diverse forme di libertà. La libertà storicamente ha preceduto la democrazia e non il contrario.

Dunque nei paesi sottosviluppati, prima della democrazia, secondo le teorie del Zakaria, è necessario emancipare alla libertà la popolazione. Infatti, nei Paesi del Terzo Mondo nei quali si era instaurata una democrazie, senza avere l'abitudine alla libertà, si è trasformata in breve in una dittatura, anche più feroce, di quelle che si sono prodotte in Europa, prima della seconda guerra mondiale. Per esempio Hitler fu democraticamente eletto dalla popolazione tedesca.
Ha scritto Dalla ricchezza alla forza (From Wealth to Power), un esame provocatorio sull'origine insolita del ruolo dell'America sulla scena del mondo, che è stata tradotta in parecchie lingue.
È uno dei redattori The American Encounter: The United States and the Making of the Modern World racolta di saggi di americanistica vertenti su come gli Stati Uniti si rapportano nella politica internazionale per costruire il mondo moderno.
Nel 2008 ha pubblicato L'era post-americana (The Post-American World), una riflessione su quanto la modernizzazione di alcuni paesi in via di sviluppo avrebbe cambiato per sempre gli equilibri di potere mondiali, trasformandoli da unipolari (egemonia americana) a multipolari.

## Premi giornalistici
Ha vinto numerosi premi, compreso l'Overseas Press Club Award, il National Press Club's Edwin Hood Award, il Deadline Club Award for Best Columnist, come miglior opinionista, e il Lifetime Achievement Award della South Asian Journalists Association.